# Chaudronnier
Chaudronnier est un métier désignant à l'origine celui qui réalise des chaudrons, puis par extension les personnes qui réalisent des enveloppes de corps creux, en métal, et/ou en matière plastique, de toutes natures, de toutes tailles et toutes destinations.
L'artisan chaudronnier vend le produit de son savoir-faire « artistique », « technique et manuel » et maîtrise la fabrication « de petite ou moyenne » chaudronnerie, tels que cruchon en cuivre, casserole, armure, chaudron etc.
L'ouvrier chaudronnier loue ces compétences « techniques et manuelles » et maîtrise les opérations, de la construction, ou participantes à celles-ci, d'ensembles chaudronnés, tels que :
- les générateurs de vapeur
- les chaudières
- les réservoirs (récipients)
- la construction navale.

## Histoire de la profession

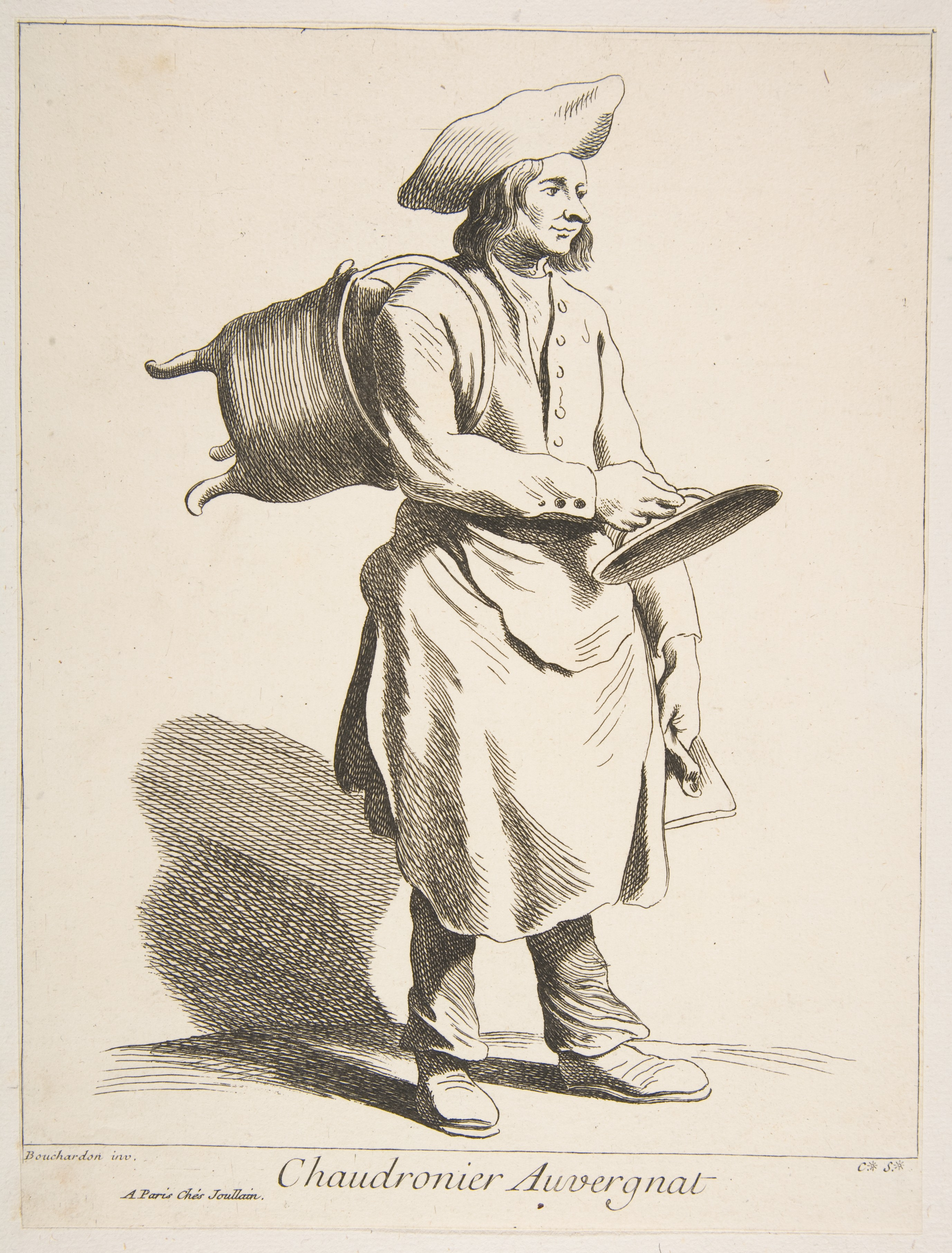
Chaudronnier auvergnat à Paris au XVIIIe siècle.

### Age du cuivre
Avec l'apparition des métaux naquit le chaudronnier. Dès la préhistoire, le poêlier, ancêtre direct du dinandier et du chaudronnier sut travailler le cuivre. Premier des métaux à être travaillés, il resta longtemps la matière de prédilection du chaudronnier.

### Age du fer
Un des ouvrages les plus connus de cette industrie du chaudron est le cratère de Vix daté à 530 av. J.-C.
Les « batteurs de cuivre » apparaissent vers le XVIe siècle principalement implantés à Dinant en Belgique qui à cette époque, fut un grand centre de travail du cuivre.
Le dinandier fit de ce matériau des ouvrages ornementaux et utilitaires aux formes les plus variées, offrant des qualités exceptionnelles par la beauté de leurs matières, par l'harmonie de leurs proportions et l'élégance de leurs formes.

### Révolution industrielle
C'est avec l'arrivée des métaux laminés en feuilles en tant que produit manufacturé (voir laminoir), comme l'acier, l'acier inoxydable (couramment appelé inox), l'aluminium, que le métier de chaudronnier industriel apparait.

Puis avec l'apparition des matériaux polymères (matières plastiques), le métier s'est adapté pour répondre aux demandes du marché.

## Activités

### Domaines d'intervention
Les principaux secteurs industriels employant des chaudronniers sont :
- pétrolière
- chimique
- pétrochimie
- construction navale
- nucléaire
- hydraulique
- agroalimentaire
- aéronautique
- aérospatial
- ferroviaire

Mais aussi des travaux publics, du bâtiment, et les différents moyens de transport. L'artisanat reste un bassin d'emploi d'excellence, mais est limité par les investissements lourds à effectuer dans les machines outils pour rester concurrentiel avec l'industrie.

### Savoir-faire
Les bases du métier de chaudronnier élaborées par les anciens n'ont jamais varié et sont sa maîtrise du traçage, du formage et de l'assemblage, des métaux en feuilles et des profilés.

### Perspectives

#### en France

##### Un métier en tension
Pour répondre aux besoins des industries, en pièces aux standards de plus en plus pointus en précision et en qualité, la formation de nouveaux chaudronniers qualifiés pour prendre la relève de l'ancienne génération est un sacerdoce de toute entreprise du domaine.

## Équipements
Le chaudronnier utilise aujourd'hui des machines à commandes numériques, de traçage, de découpage, de poinçonnage, de pliage et d'assemblage des éléments d'ensembles chaudronnés.

## Métiers apparentés
- Soudeur
- Métallier
- Carrossier
- Serrurier
- Tuyauteur industriel
- Usineur